# Receptor adrenérgico beta 1

Adrenalina (Epinefrina)

Noradrenalina (Norepinefrina)

O receptor adrenérgico  β1 é pertencente a classe dos  receptores acoplados a proteína G. É ativado ao se ligar às catecolaminas Noradrenalina e Adrenalina (agonistas de ação direta não seletivos).

## Mecanismo de ação
O mecanismo de ação ocorre pela interação à proteína G. Depois que ocorre a estimulação do receptor, a proteína estimuladora Gs promove a ativação da adenilil ciclase e o aumento da conversão de adenosina trifosfato (ATP) em cAMP. O cAMP é o principal segundo mensageiro de ativação do receptor beta. Essa sequencia de  sinalização é encarregada pela ação fisiologia da ativação do receptor beta 1.

## Estimulo beta-1

### Coração
Aumento da contratilidade do miocárdio e aumento da freqüência cardíaca (taquicardia).

### Rins
Aumento da liberação de renina nas células justaglomerulares.

### Tecido adiposo
Aumento da lipólise.

## Fármacos

### Agonistas
Potencial agonista: A isoprenalina possui uma maior afidade com os β1 comparados a adrenalina, que é semelhante a norepinefrina (isoprenalina > epinefrina= norepinefrina).
- Isoprenalina

Agonista de ação direta não seletiva
- Dobutamina

Agonista de ação direta seletiva
- Efedrina

Agonista de ação mista

### Antagonista
(Beta bloqueadores, agem no sistema nervoso parassimpático).
- Metoprolol
- Atenolol
- Propranolol
- Nebivolol
- Bisoprolol
- Acebutolol

#### Efeitos dos antagonistas Beta 1
- Diminuição da frequência cardíaca
- Atenuação da força de contração
- Redução da pressão arterial
- Diminuição volume de sangue bombeado pelo ventrículo cardíaco esquerdo por batimento (volume sistólico).